# Zond 6
Zond 6, uma integrante do programa soviético Zond, foi lançada de um satélite na Terra (68-101B) em uma órbita estacionária para sobrevoar a lua. A nave espacial, a qual carregava medidores científicos incluindo medidores de raios cósmicos e micrometeoros; equipamento de fotografia; e uma carga biológica, foi um percussor ao voo tripulado. A Zond 6 voou ao redor da lua em 14 de novembro de 1968, a uma distância mínima de 2420 km. Foram obtidas fotos do lado mais perto e do lado mais distante da lua com filmes multicromáticos. Cada foto era de 5 por 7 polegadas (127 por 177,8 mm). Alguns dos filmes permitiam fotos estéreo. As fotos foram tiradas de distâncias de aproximadamente 11.000 e 3.300 km. A reentrada controlada da nave espacial ocorreu em 17 de novembro de 1968; e a Zond 6 aterrizou em uma área predeterminada da União Soviética.
- Data/Hora de lançamento: 1968-11-10 às 19:11:31 UTC.
- Massa em órbita: 5375 kg.